# Nick of Time
Az 1989-es Nick of Time Bonnie Raitt tizedik nagylemeze. A Billboard 200 élére került, ötmillió példányban kelt el, három Grammy-díjat kapott (Grammy-díj az év albumáért, Grammy-díj a legjobb női popénekes teljesítményért, Grammy-díj a legjobb női rockénekes teljesítményért).
2003-ban 229. lett a Rolling Stone magazin Minden idők 500 legjobb albuma listáján. Szerepel az 1001 lemez, amit hallanod kell, mielőtt meghalsz című könyvben.

## Az album dalai
|     | Cím                                        | Szerző(k)                      | Hossz |
| --- | ------------------------------------------ | ------------------------------ | ----- |
| 1.  | Nick of Time                               | Bonnie Raitt                   | 3:52  |
| 2.  | Thing Called Love                          | John Hiatt                     | 3:52  |
| 3.  | Love Letter                                | Bonnie Hayes                   | 4:04  |
| 4.  | Cry on My Shoulder                         | Michael Ruff                   | 3:44  |
| 5.  | Real Man                                   | Jerry Lynn Williams            | 4:27  |
| 6.  | Nobody's Girl                              | Larry John McNally             | 3:14  |
| 7.  | Have a Heart                               | Bonnie Hayes                   | 4:50  |
| 8.  | Too Soon to Tell                           | Rory Michael Bourke, Mike Reid | 3:45  |
| 9.  | I Will Not Be Denied                       | Jerry Lynn Williams            | 4:55  |
| 10. | I Ain't Gonna Let You Break My Heart Again | David Lasley, Julie Lasley     | 2:38  |
| 11. | The Road's My Middle Name                  | Bonnie Raitt                   | 3:31  |

## Közreműködők
- Bonnie Raitt – gitár, zongora, ének, háttérvokál, slide gitár
- Arthur Adams – gitár
- Sweet Pea Atkinson – háttérvokál
- Bill Bergman – kürt
- John Berry, Jr. – kürt, háttérvokál
- Harry Bowens – háttérvokál
- Tony Braunagel – ütőhangszerek, dob, timbal
- Fran Christina – dob
- David Crosby – háttérvokál
- Paulinho Da Costa – ütőhangszerek, konga
- Chuck Domanico – basszusgitár, akusztikus basszusgitár
- Dennis Farias – kürt
- Ricky Fataar – ütőhangszerek, dob
- Marty Grebb – tenorszaxofon
- Herbie Hancock – zongora
- Heart Attack Horns – kürt
- Preston Hubbard – basszusgitár
- James "Hutch" Hutchinson – basszusgitár
- John Jorgenson – gitár
- Michael Landau – gitár
- David Lasley – háttérvokál
- Jay Dee Maness – pedal steel gitár, steel gitár
- Arnold McCuller – háttérvokál
- Larry John McNally – háttérvokál
- Graham Nash – háttérvokál
- Michael Ruff – billentyűk
- Johnny Lee Schell – akusztikus gitár, gitár, ének
- Greg Smith – kürt
- Swamp Dogg – zongora
- Scott Thurston – billentyűk
- Don Was – billentyűk
- Kim Wilson – szájharmonika

## Fordítás
- Ez a szócikk részben vagy egészben a Nick of Time (album) című angol Wikipédia-szócikk ezen változatának fordításán alapul.  Az eredeti cikk szerkesztőit annak laptörténete sorolja fel. Ez a jelzés csupán a megfogalmazás eredetét és a szerzői jogokat jelzi, nem szolgál a cikkben szereplő információk forrásmegjelöléseként.